# Andrei Arsenjewitsch Tarkowski

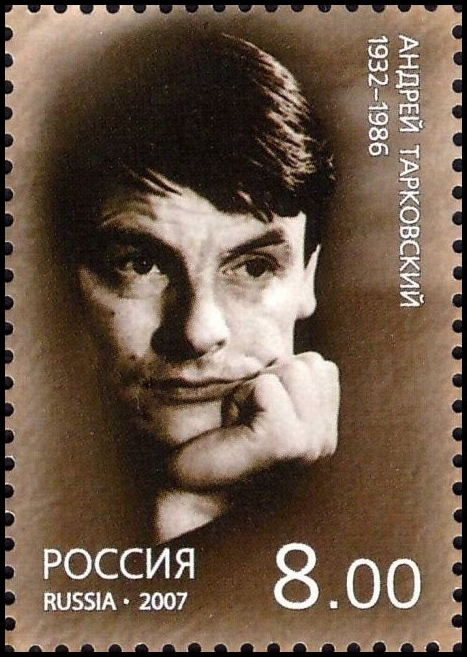
Andrei Tarkowski auf einer russischen Briefmarke.

Andrei Arsenjewitsch Tarkowski (russisch Андрей Арсеньевич Тарковский, wissenschaftliche Transliteration Andrej Arsen’evič Tarkovskij; * 4. April 1932 in Sawraschje (russisch Завражье), Sowjetunion; † 29. Dezember 1986 in Paris, Frankreich) war ein sowjetischer Filmemacher.

## Leben und Werk
Andrei Tarkowski wurde im Dorf Sawraschje in der heutigen Oblast Kostroma im nordwestlichen Russland als Sohn des Lyrikers und Übersetzers Arseni Tarkowski und Maria Ivanowna Wischniakowa geboren. Sein Großvater Aleksander Tarkowski war ein polnischer Adeliger, der in Russland im Bankwesen tätig war. Nach der Trennung der Eltern im Jahre 1936 wuchs Tarkowski bei der Mutter und Großmutter auf. Während des Zweiten Weltkrieges wohnte die Familie in der Kleinstadt Jurjewez, 1944 zog sie nach Moskau um. Schon früh machte sich seine künstlerische Begabung bemerkbar, wobei diese durch seine Mutter gefördert wurde. Er studierte in den 1950er Jahren zunächst Musik, Malerei, Bildhauerei, Orientalistik und Geologie, bevor er 1954 an der Filmhochschule WGIK in Moskau zu studieren begann, wo der Regisseur Michail Romm sein Lehrer war.

### Sowjetunion 1961 bis 1983
Tarkowski schloss sein Studium an der WGIK im Jahr 1961 ab. Seine Abschlussarbeit war der Film Die Straßenwalze und die Geige, der bereits seine Eigenwilligkeit zum Ausdruck brachte, von ihm selbst aber nie zu seinem Werk gezählt wurde.
Sein erster vollwertiger Spielfilm Iwans Kindheit erschien 1962 und machte Tarkowski über Nacht berühmt. Das Werk basiert auf der Erzählung Iwan von Wladimir Bogomolow, einem russisch-sowjetischen Prosa-Schriftsteller, und schildert die Kriegserlebnisse eines zwölfjährigen Jungen. Der Film wurde bei den Internationalen Filmfestspielen von Venedig 1962 mit dem Goldenen Löwen ausgezeichnet und erhielt auf dem Filmfestival in San Francisco den Golden Gate Award für die beste Regie. 1964 begannen die Dreharbeiten zu Andrej Rubljow. Der Film konnte nach heftiger Kritik von staatlicher Seite erst 1969 in einer stark gekürzten und zensierten Fassung beim Filmfest in Cannes gezeigt werden. In der Sowjetunion erschien er erst 1973. 1972 erschien Solaris, eine Verfilmung des gleichnamigen Science-Fiction-Romans von Stanislaw Lem. Der 1975 erschienene Film Der Spiegel trägt starke autobiografische Züge. Zwischen 1974 und 1979 entstand Stalker als freie Adaption des Science-Fiction-Romans Picknick am Wegesrand von Boris Strugatzki und Arkadi Strugatzki. Stalker ist der letzte von Tarkowski in der Sowjetunion produzierte Film.
1970 heiratete er die Regieassistentin Larissa Jegorkina, die bereits 1964 bei den Dreharbeiten zum Film Andrej Rubljow mit Tarkowski zusammengearbeitet hatte.

### Exil 1983 bis 1986
Tarkowski ging es gesundheitlich schlecht, er hatte mehrere Herzinfarkte erlitten. Er verließ 1982 die Sowjetunion, um in Italien einen Film zu drehen. So entstand 1983 Nostalghia. Bei den Filmfestspielen von Cannes 1983 wurde Nostalghia mit dem Preis der Ökumenischen Jury und dem FIPRESCI-Preis ausgezeichnet. Tarkowski teilte sich den Regiepreis mit Robert Bresson, die Laudatio auf beide Regisseure hielt Orson Welles.
Tarkowski kehrte nicht mehr in die Sowjetunion zurück, da er befürchten musste, dass er dort nach seiner Rückkehr nicht mehr künstlerisch würde arbeiten können. Obwohl er betonte, dass er keinen Konflikt mit der Regierung habe, verbot die UdSSR, wie damals üblich, Tarkowskis vierzehnjährigen Sohn und seiner Mutter die Ausreise, um ihn so zur Rückkehr zu bewegen. Erst kurz vor dessen Tod durfte der Sohn seinen Vater wiedersehen. Tarkowski hielt sich in der Folgezeit in Paris, London und Berlin auf, wo er Stipendiat des Deutschen Akademischen Austauschdienstes (DAAD) war. 1985 veröffentlichte er das Buch Die versiegelte Zeit, in dem er seine wesentlichen Gedanken zu Ästhetik und Poetik des Films darlegte. 1985 entstand in Schweden sein letzter Film Opfer, der beim Filmfest in Cannes mit dem Jurypreis ausgezeichnet wurde. Als sich zu dieser Zeit die Reaktor-Katastrophe von Tschernobyl ereignete, war das für Tarkowski die Verwirklichung seiner schlimmsten Albträume. Zu diesem Zeitpunkt war er bereits schwer erkrankt, seine Behandlung in Paris kam zu spät. Seinen Plan, den Film Hoffmanniana über die letzten Tage im Leben von E. T. A. Hoffmann in Berlin zu drehen, konnte er nicht mehr umsetzen.
Tarkowski starb am 29. Dezember 1986 im Alter von 54 Jahren in Paris an Krebs. Er ruht auf dem Russischen Friedhof in Sainte-Geneviève-des-Bois im Département Essonne (Île-de-France) bei Paris neben seiner langjährigen Assistentin und zweiten Ehefrau Larissa Tarkowskaja.
Larissa Tarkowskaja widmete sich nach seinem Tod der Erhaltung von Tarkowskis Erbe, beteiligte sich aktiv an der Gründung des Institut international Andreï-Tarkovski in Paris und der Publikation seiner Schriften. Kurz nachdem sie die unter dem Titel „Andreï Tarkowski“ bei Calmann-Lévy erschienene Biographie vollendet hatte, starb Larissa Tarkowskaja am 19. Januar 1998 im Alter von 64 Jahren in Neuilly-sur-Seine bei Paris.

## Filmische Ausdrucksform Tarkowskis
In seiner Zeit an der Filmhochschule war Tarkowski fasziniert von den Werken Buñuels, Bergmans, Fellinis und dem Neorealismus des italienischen und französischen Nachkriegskinos. Neben autobiographischen Elementen (in einigen seiner Filme werden Gedichte seines Vaters rezitiert) bilden vor allem die stetig wiederkehrenden besonderen Bildmotive den spezifischen Stil Tarkowskis.
Die Filme Tarkowskis sind geprägt von einer sehr ruhigen, oft fast statischen Bildsprache. Im Vordergrund steht kein konkreter Handlungsablauf, vielmehr sollen durch Bilder Stimmungen erzeugt werden. Tarkowski schreibt dazu in Die versiegelte Zeit, seine Filme sollten mit dem Zuschauer „nicht über eindeutig nacherzählbare Inhalte kommunizieren“, sondern „psychische Grundzustände reanimieren“, die allgemeingültig seien und daher bei entsprechender emotionaler Offenheit des Rezipienten von diesem verstanden werden könnten. Die „Logik des Poetischen“ sei ihm „näher als die traditionelle Dramaturgie“ und reine „Ereignisverkettung“, da diese auf einer „Banalisierung der komplexen Lebensrealität beruhe“.
Nur die „poetische Verknüpfung bewirkt eine große Emotionalität und aktiviert den Zuschauer“. Tarkowski war fasziniert von „dem Rost der Dinge, dem Zauber des Alten, dem Siegel/der Patina der Zeit,“ was sich ebenfalls in der Bildsprache seiner Filme niederschlägt, wie z. B. den (Industrie-)Ruinen in Stalker oder den Überresten des gotischen Sakralbaus in Nostalghia. Mit diesen Elementen überlagern sich immer wieder eindrückliche Naturbilder wie z. B. der Birkenwald in Iwans Kindheit, die Wiesen und Wälder der Zone in Stalker oder das immer wieder erscheinende Motiv des Wassers. Dennoch sind diese filmischen Bilder nicht als konkrete Symbole zu verstehen. Tarkowski selbst schreibt dazu: „In keinem meiner Filme wird etwas symbolisiert. […] Das Symbol ist nur dann ein wahres Symbol, wenn es in seiner Bedeutung unerschöpflich und grenzenlos ist.“
Die Filmmusik vieler seiner Filme wurde von Eduard Artemjew komponiert und mit dem ersten sowjetischen Synthesizer vertont. Klassische, meist geistliche Werke insbesondere von Johann Sebastian Bach nehmen eine zentrale Stellung ein.

## Rezeption und Wirkung
Tarkowski war zwar im Ausland berühmt, doch in seiner Heimat blieb ihm die offizielle Anerkennung versagt. Die Filme Tarkowskis konnten in der Sowjetunion nur gegen starken Widerstand der Behörden veröffentlicht werden. Die meisten erhielten jedoch, auch gegen den Protest der offiziellen sowjetischen Vertreter, bei internationalen Filmfestivals regelmäßig Auszeichnungen.
Durch seine Experimentierfreude und die eindringliche Art seiner Filme erwarb Tarkowski unter Cineasten und Filmschaffenden weltweit große Anerkennung. Ingmar Bergman sagte über ihn: „Tarkowski ist für mich der bedeutendste, weil er eine Sprache gefunden hat, die dem Wesen des Films entspricht: Das Leben als Traum.“
1988 wurde der am 23. Dezember 1982 entdeckte Asteroid (3345) Tarkovskij nach ihm benannt.
Seit 1982 ehrt das Berliner Kino Arsenal Andrei Tarkowski mit einer alljährlichen Sommerretrospektive, die seit 1987 sein filmisches Gesamtwerk umfasst.
Im Jahr 2002 ehrte das Centre Pompidou Tarkowski, der in jenem Jahr seinen siebzigsten Geburtstag gefeiert hätte, durch eine große Retrospektive. Am zwanzigsten Jahrestag seines Todes im Jahr 2006 ließen die Stadt Paris und das „Institut Andreï-Tarkovski“ eine Gedenktafel an dem Haus in der rue Puvis-de-Chavannes (N° 10) anbringen, in dem Tarkowski zuletzt gewohnt hatte.
Der 2009 erschienene Film Antichrist des dänischen Regisseurs Lars von Trier ist ihm gewidmet. Darüber hinaus bezeichnete Lars von Trier Tarkowskij immer wieder als sein wichtigstes Vorbild und den Film Solaris als eine seiner wichtigsten Inspirationsquellen.

## Werke

### Kurz- und Dokumentarfilme
- 1958: Ubiizy (Die Killer) nach der gleichnamigen Kurzgeschichte von Ernest Hemingway, Schwarzweißfilm, als Student
- 1959: Sewodnja uwol'nenija ne budet (Heute gibt es keinen Feierabend), Schwarzweißfilm, als Student
- 1961: Katok i skripka (Die Straßenwalze und die Geige); Kurz-, Diplom- und Kinderfilm, Farbe
- 1982: Tempo di Viaggio (Italienische Reise), Dokumentarfilm für das italienische Fernsehen über die Suche nach Drehorten für Nostalghia, zusammen mit Tonino Guerra

### Spielfilme
- 1962: Iwanowo detstwo (Iwans Kindheit), Schwarzweißfilm
- 1964–1966: Andrej Rubljow, Farb- und Schwarzweißfilm
- 1972: Soljaris (Solaris), nach dem Roman Solaris von Stanisław Lem
- 1974/75: Serkalo (Der Spiegel), Farb- und Schwarzweißfilm
- 1979: Beregis, zmej! (Vorsicht, Schlangen!) (nur Drehbuch)
- 1979: Stalker, Farb- und Schwarzweißfilm, frei nach einem Abschnitt aus Picknick am Wegesrand der Brüder Strugazki und nach ihrem von dem Roman abgeleiteten Drehbuch Die Wunschmaschine
- 1983: Nostalghia, Farb- und Schwarzweißfilm
- 1985/86: Offret (Sacrificatio; Opfer)
- Daneben Mitarbeit an Filmen anderer Autoren und Regisseure

### Theater und Oper
- 1977: Hamlet, Lenin Komosomol Theater Moskau (Regie)[11]
- 1983: Boris Godunow, Covent Garden Oper London (Regie)[12]

### Hörspiele
- 1964: Polny poworot krugom (Volle Kraft zurück!) nach der Erzählung Turnabout von William Faulkner, Musik: Vjatscheslav Ovtschinnikov, Produktion: Gostelradio Moskau, deutsche Fassung aus dem Russischen übersetzt von Hans-Joachim Schlegel, SWF 1990
- 2004: Hoffmanniana. Nach einem Filmszenario von Andrej Tarkowskij (sic!) über die letzten Tage im Leben des E. T. A. Hoffmann, Regie: Kai Grehn, RBB/SWR
- 2023: »... Andrej!« Hommage à Andrej Tarkowskij, Sprecher: Wolfgang Michael, Sprachaufnahme und Tontechnik: Andreas Meinetsberger (Studio H2, Berlin), Mastering: Ronald Steckel (nootheater Berlin), Manuskript, Produktion und Regie: Andreas Brehmer 2023, unterstützt von Peter Weibel, 2023 veröffentlicht im Zentrum für Kunst und Medien.[13]

### Schriften
- Die versiegelte Zeit. Gedanken zur Kunst, zur Ästhetik und Poetik des Films. Aus dem Russischen übersetzt von Hans-Joachim Schlegel. Ullstein, Berlin/Frankfurt am Main 1985, ISBN 3-550-06393-8, bearbeitete Neuausgabe: Alexander,  Berlin 2009, ISBN 978-3-89581-200-2.
- Die versiegelte Zeit – Iwans Kindheit als Opfergabe. Cahiers du cinéma, Paris 1989
- Das Opfer. Mit Filmbildern von Sven Nykvist. Schirmer/Mosel, München 1987 (Tarkovskij-Edition, Band 1)
- Hoffmanniana. Szenario für einen nicht realisierten Film. Schirmer/Mosel, München 1987 (Tarkovskij-Edition, Band 2)
- Martyrolog. Tagebücher 1970–1986. Limes, Berlin 1989 u. Cahiers du cinéma, Paris 1993
- Martyrolog II. Tagebücher 1981–1986. Limes, Berlin 1991
- Andrej Rubljow. Die Novelle. Limes, Berlin 1992
- Der Spiegel. Filmnovelle, Arbeitstagebücher und Materialien zur Entstehung des Films. Limes, Berlin 1993
- Lichtbilder. Schirmer/Mosel, München 2004
- Andrej Tarkovskij – Leben und Werk: Filme, Schriften, Stills & Polaroids Herausgegeben von Andrej A. Tarkovskij jun., Hans-Joachim Schlegel, Lothar Schirmer. Schirmer/Mosel, München 2012 ISBN 978-3-8296-0587-8.
- Unfassbares sichtbar machen. – 6 Meisterwerke von Andrei Tarkowski: Filme und Begleitbuch edition trigon-film, Ennetbaden 2014